# Desa Karadenan
Desa Karadenan är en administrativ by i Indonesien.   Den ligger i provinsen Jawa Barat, i den västra delen av landet, 30 km söder om huvudstaden Jakarta.